# برایان چارلز فرگوسن
برایان چارلز فرگوسن (انگلیسی: Brian Charles Ferguson) (زاده ۱۹۵۱) کارآفرین، کارشناس نفتی و مدیر ارشد اجرایی کانادایی است، که هم‌اکنون به‌عنوان مدیر عامل شرکت سنووس انرژی فعالیت می‌نماید.